# Marija Šerifović

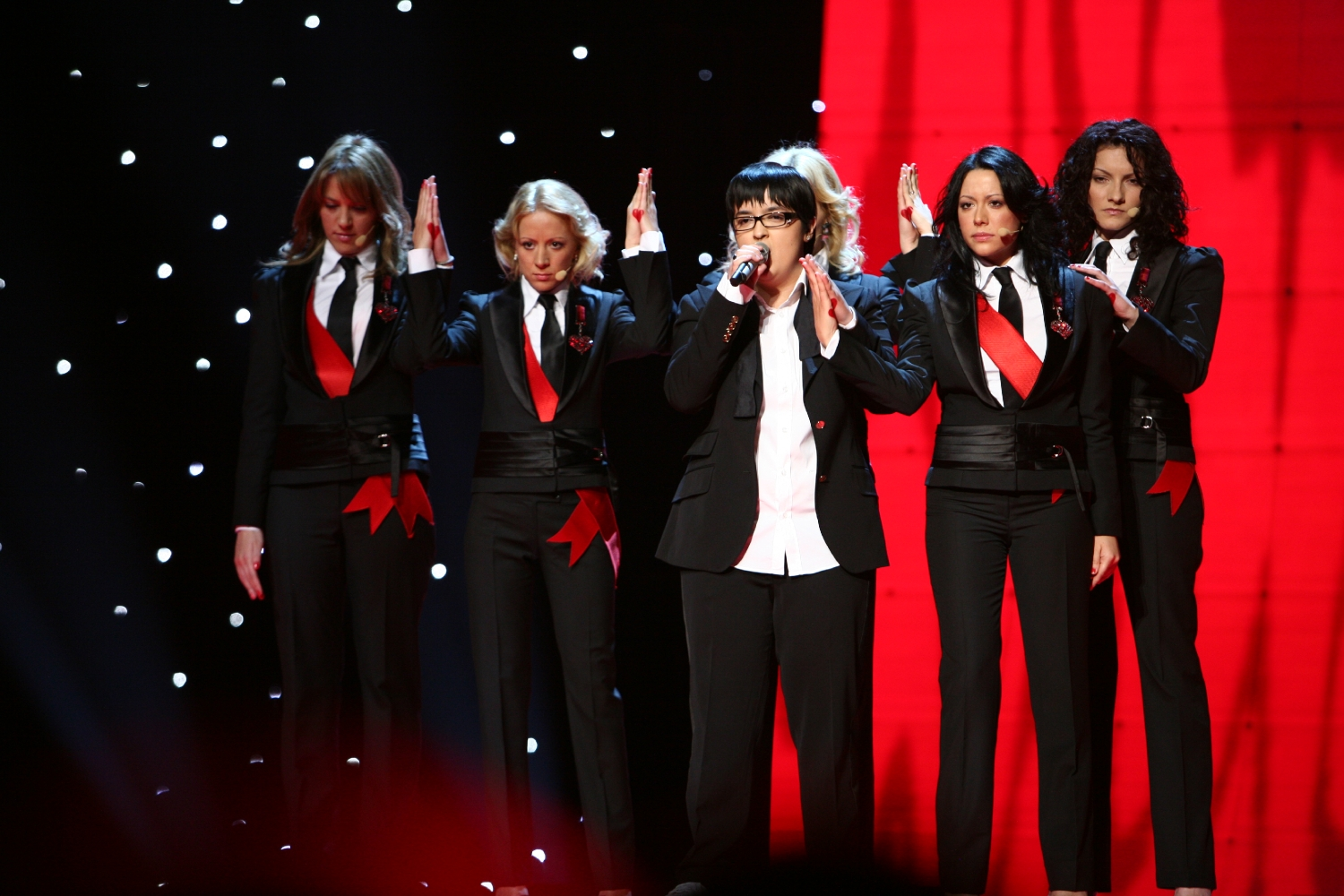
Marija Šerifović interprétant Molitva lors du Concours Eurovision de la chanson 2007.

Marija Šerifović (cyrillique : Марија Шерифовић) est une chanteuse serbe née le 14 novembre 1984 à Kragujevac. Elle a gagné le Concours Eurovision de la chanson 2007. C'est la fille de la chanteuse Verica Šerifović d'origine romano-serbe ou tsigane-serbe (ciganska-srpkinja) et de Rajko Šerifović, un Serbe.

## Eurovision 2007
Marija Šerifović, représentant la Serbie, a remporté le Concours Eurovision de la chanson 2007, à 23 ans, avec 268 points. Elle a interprété une chanson d'amour, Molitva (« prière » en français). « Je suis croyante, je suis chrétienne, mais la chanson elle-même n'a pas de signification religieuse », assure-t-elle. « En dehors du titre, il n'y a rien de religieux. L'amour est au cœur de la chanson et c'est un message universel ». Marija est d'ailleurs en tant que lesbienne militante dans un mouvement Gay et Lesbien. Elle n'a jamais caché son homosexualité,.
En plus de sa victoire, la chanteuse remporta le prix artistique Marcel-Bezençon.

### Controverse

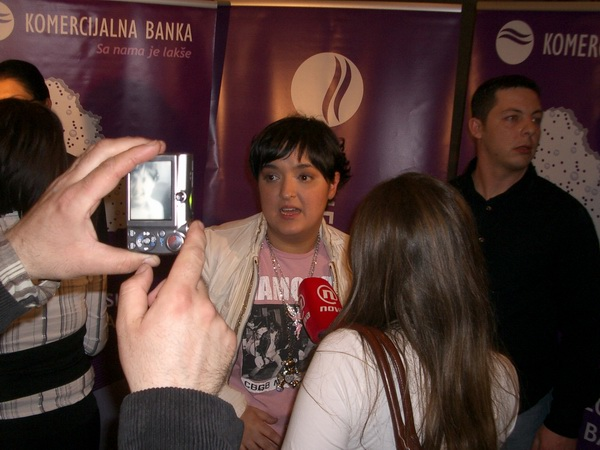
Marija Šerifović après sa victoire à la sélection serbe pour le Concours Eurovision, en mars 2007.

Quelques jours après le concours, des tabloïds allemands et nordiques lancent la rumeur selon laquelle la chanson gagnante serait un plagiat d'une chanson albanaise sortie en 2006 sous le titre Ndarja et interprétée par Soni Malaj. Certains journaux parlent de « même tempo, même refrain, même tonalité ». 
L'Eurovision et la télévision d'état serbe RTS n'ont fait aucun communiqué. 
- Bild: Eurovision Winner Song is Plagiarism, 16 mai 2007
- Denmark: newspaper claims Serbian song is copy of an Albanian one, Ekstra Bladet, 14 mai 2007
- Germans blame Eurovision failure on bloc-voting, Reuters, 15 mai 2007

## Discographie

### 2003
- Naj, najbolja, (City Records)

01 Znaj da znam

02 Sad idi nek te đavo nosi

03 Naj, najbolja

04 Ti mi se sviđaš

05 Ti i samo ti

06 Volim ga

07 Za sreću nam malo treba

### 2005
- Ponuda
- Agonija'

### 2006
- Bez ljubavi, (City Records)

01 Povredi me

02 Jesen bez nas

03 101

04 Na tvojoj košulji

05 Pamti me po suzama

06 Laž

07 Nije mi prvi put

08 Bilo bi bolje

09 Bez ljubavi

10 Trubači

11 U nedelju 
12 Bol do ludila 
13 Gorka čokolada

### 2007
- Bez tebe
- Molitva